# Birkkarspitze
Il Birkkarspitze (2.749 m s.l.m.) è una montagna delle Alpi Calcaree Nordtirolesi nella sottosezione dei Monti del Karwendel. Si trova in Austria (Tirolo). Fu salito per la prima volta da Hermann von Barth il 6 luglio 1870.